# Идлер, Саломон
Саломон Идлер (также Юдлер)  (11 февраля 1610,  Канштат — вероятно, 1669, Аугсбург) был немецким сапожником и потерпел неудачу как пионер авиации в Аугсбурге.

## Жизнь
В своей первой и последней попытке полета с двумя самодельными крыльями на обеих руках он потерял контроль над своим самолётом и врезался в мост, который разрушился от силы удара. Четверо кур, находившихся в это время под мостом, погибли. После неудачной попытки полёта он сжёг свое летное оборудование на поле недалеко от Аугсбурга-Оберхаузена.
Изначально Идлер планировал вылететь с 70-метровой башни Перлахтурм. Один священник, наконец, убедил его начать с более низкой высоты. Неудачное лётное испытание принесло ему уже при жизни прозвище «летающий сапожник». Саломон Идлер также был поэтом и актёром.

## Память
В честь него названа икона мира, которая находится на улице Соломона Идлера возле Аугсбургского университета. Также в честь Саломона Идлера была установлена мемориальная доска.
Саломону Идлеру был посвящён роман аугсбургского писателя Петера Демфа "Дьявольская птица". (Первоначальное название — "Дьявольская птица Саломона Идлера", Мюнхен, 2002 г., ISBN 3-442-45111-6).